# Gyldenløve
Gyldenløve (dänisch = Goldener Löwe) ist der Nachname, den die unehelichen, aber anerkannten Kinder der dänischen Könige Christian IV., Friedrich III. und Christian V. erhielten:
- Ulrich Christian Gyldenløve (1630–1658), dänischer General
- Ulrich Friedrich Gyldenløve (1638–1704), dänischer Statthalter in Norwegen
- Christian Gyldenløve (1674–1703), dänischer Generalfeldmeister
- Ulrik Christian Gyldenløve (1678–1719), dänischer Admiral

Der Name wurde in der Neuzeit einem mittelalterlichen norwegischen Adelsgeschlecht zugeschrieben aufgrund von dessen Wappenfigur, einem goldenen Löwen auf rotem Feld. Das bekannteste Mitglied dieser Familie war:
- Nils Henriksson Gyldenløve (1455–1523), norwegischer Ritter und Mitglied des Reichsrates, siehe Nils Henriksson

Weitere Namensträger:
- Line Gyldenløve Kristensen (* 1987), dänische Handball- und Beachhandballspielerin